# Plaza Hotel & Casino
Plaza Hotel & Casino – hotel i kasyno, położony w centrum miasta Las Vegas, w amerykańskim stanie Nevada. Stanowi własność Tamares Group, a jego dzierżawcą i operatorem jest korporacja Play LV.
Plaza dysponuje 1.037 pokojami i apartamentami, kasynem o powierzchni 7.400 m² oraz 2.300 m² przestrzeni konferencyjnej. W obiekcie znajduje się również klasyczny showroom, sezonowy basen na dachu, salon piękności, centrum fitnessu oraz centrum zakładów sportowych.
Pod koniec 2010 roku w Plaza rozpoczęto projekt gruntownej renowacji, który obejmował między innymi zmianę wystrojów pokoi, całkowitą modernizację kasyna i lobby, budowę nowych restauracji, barów oraz tworzenie programów rozrywkowych. W renowacji wykorzystano meble i materiały wykupione z Fontainebleau, którego konstrukcja została wstrzymana.

## Historia

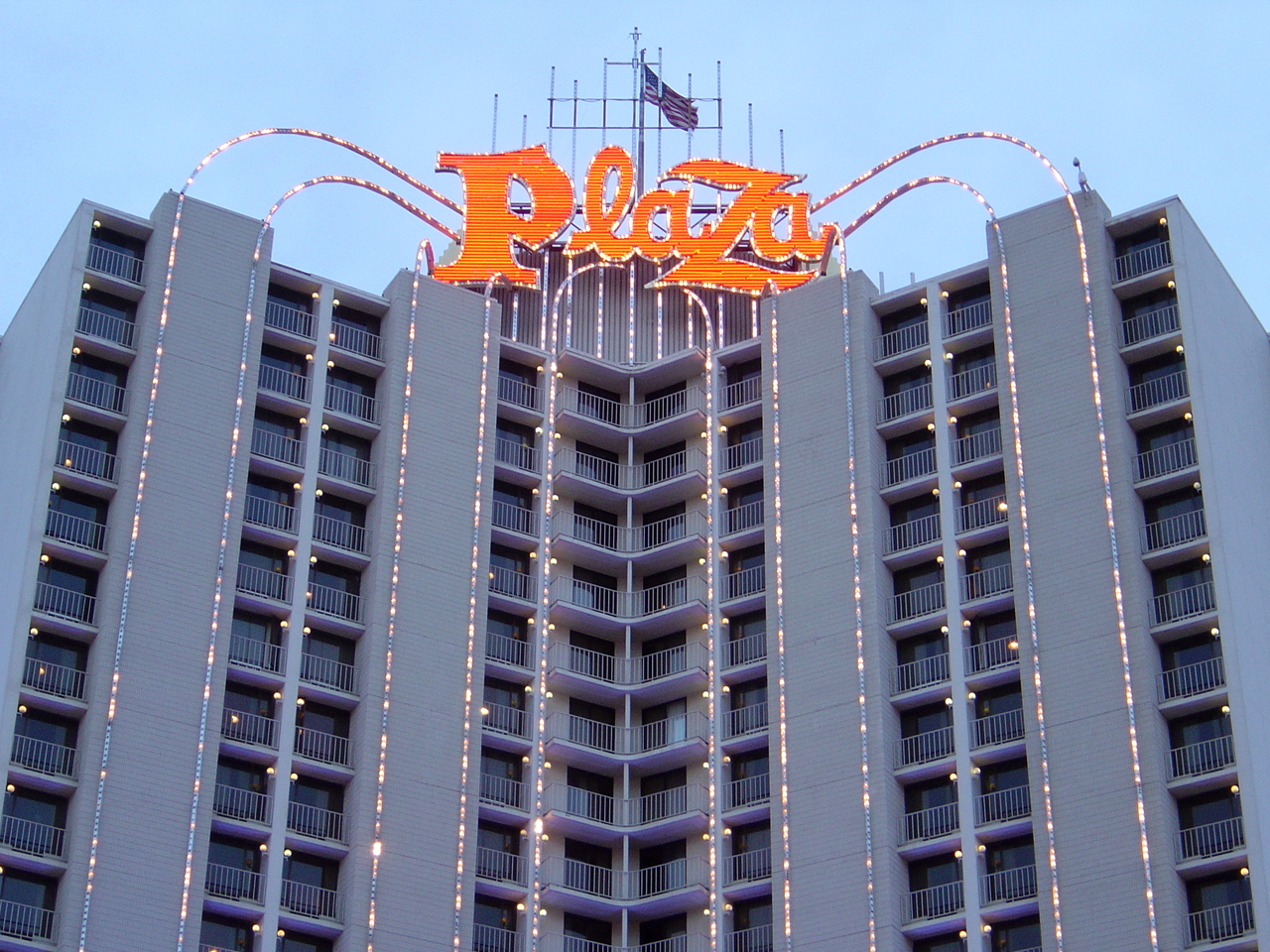
Szczyt Plaza Hotel & Casino

Obiekt otwarty został 2 lipca 1971 roku, jako własność lokalnych biznesmenów: Sama Boyda, Franka Scotta, Howarda Cannona oraz Jackiego Gaughana. Jego oryginalna nazwa brzmiała Union Plaza i nawiązywała do stacji kolei Union Pacific, która w przeszłości znajdowała się w miejscu hotelu.
Zanim trasa kolejowa Desert Wind została zamknięta 10 maja 1997 roku, jej operator Amtrak utworzył stację w Las Vegas znajdującą się nieopodal Plaza. Stacja oraz okienka biletowe były bezpośrednio połączone z hotelem. Tym samym, była to jedyna stacja kolejowa w Stanach Zjednoczonych, położona na terenie kasyna.
Korporacja Barrick Gaming Corporation wykupiła obiekt od Jackiego Gaughana, zaś kontrolę nad nim przejęła Tamares Group, która była większościowym udziałowcem Barrick. W 2005 roku Plaza stała się oficjalnie własnością Tamares Group.
W listopadzie 2010 roku hotel Plaza został zamknięty na czas renowacji; dla gości dostępna pozostała zaledwie część kasyna, centrum zakładów, showroom i jeden bar. Jednocześnie zastój spowodowany modernizacją przyczynił się do utraty pracy przez około 400 osób. W marcu 2011 roku zakończono kompleksową renowację południowej wieży. Kasyno wznowiło działalność 24 sierpnia 2011 roku, natomiast hotel został ponownie otwarty, po kilku miesiącach przerwy w działalności, 1 września.

### Plaza w filmie
- Diamenty są wieczne (1971)
- Powrót do przyszłości II (1989)
- Wspaniały świat (1992)
- Kochanie, zwiększyłem dzieciaka (1993)
- Bastion (1994)
- Kasyno (1995)
- Podaj dalej (2000)
- Mexican (2001)
- Looney Tunes znowu w akcji (2003)
- Dziewczyna z sąsiedztwa (2004)
- The Grand (2008)